# Autosled
Autosled is een stalen indoorachtbaan in het Canadese attractiepark Galaxyland. De achtbaan werd geopend in 1985.
De attractie is van het model Tivoli en heeft en custom baanverloop. De constructeur van deze baan is de Duitse achtbaanbouwer Zierer.

## Technisch
De baan is 335 meter lang en kent geen inversies. De trein biedt plaats aan 2 personen naast elkaar in 11 wagons voor en totaal van 22 personen per rit.